# Гундельфінген-ан-дер-Донау
Гундельфінген-ан-дер-Донау (нім. Gundelfingen an der Donau) — місто в Німеччині, знаходиться в землі Баварія. Підпорядковується адміністративному округу Швабія. Входить до складу району Діллінген. Центр об'єднання громад Гундельфінген-ан-дер-Донау.
Площа — 53,97 км2. Населення становить 7882 ос. (станом на 31 грудня 2020).

## Галерея

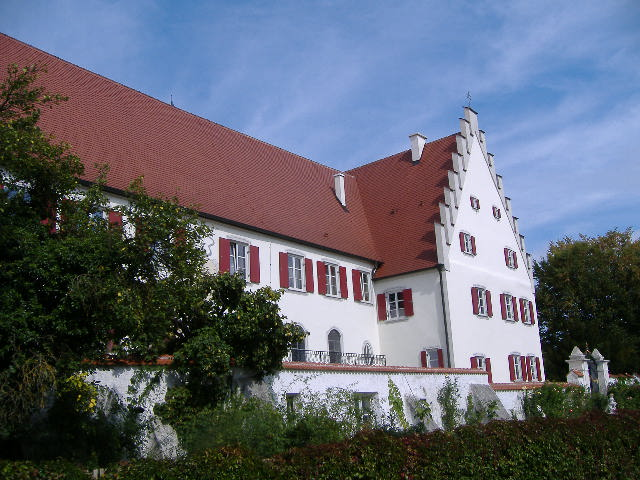
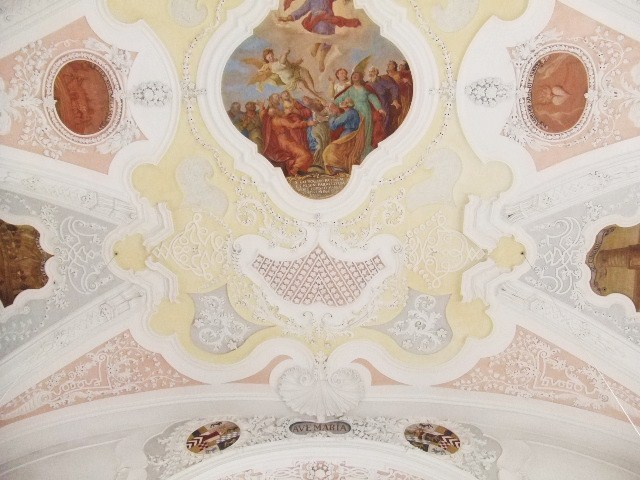